# Gursahaiganj
Gursahaiganj là một thành phố và là nơi đặt ban đô thị (municipal board) của quận Kannauj thuộc bang Uttar Pradesh, Ấn Độ.

## Địa lý
Gursahaiganj có vị trí 27°07′B 79°43′Đ / 27,12°B 79,72°Đ Nó có độ cao trung bình là 146 mét (479 feet).

## Nhân khẩu
Theo điều tra dân số năm 2001 của Ấn Độ, Gursahaiganj có dân số 35.752 người. Phái nam chiếm 53% tổng số dân và phái nữ chiếm 47%. Gursahaiganj có tỷ lệ 50% biết đọc biết viết, thấp hơn tỷ lệ trung bình toàn quốc là 59,5%: tỷ lệ cho phái nam là 57%, và tỷ lệ cho phái nữ là 43%. Tại Gursahaiganj, 17% dân số nhỏ hơn 6 tuổi.